# Charles Brenner
Charles Brenner ( Boston, 18 de novembro de 1913 – 19 de maio de 2008) foi um psicanalista americano que serviu como presidente da Sociedade Psicanalítica de Nova York e talvez seja mais conhecido por suas contribuições para a teoria do impulso, a estrutura da mente e a teoria do conflito.
Ele foi, por meio século, uma figura exemplar para a psicanálise nos Estados Unidos, sendo denominado por Janet Malcolm como “o intransigente purista da psicanálise americana”.
Brenner primeiro fez seu nome como autor do Elementary Textbook of Psychoanalysis (traduzido em português com o nome Noções Básicas de Psicanálise), que Eric Berne considerou, junto com o Esboço de Psicanálise de Freud como o melhor guia para o assunto. Nela, ele enfatizou, por exemplo, como, ao contrário da "consciência", o superego funciona principalmente ou inteiramente inconscientemente.
Ele passou a ser co-autor, com Jacob Arlow, de Psychoanalytic Concepts and the Structural Theory, que, inicialmente controverso, se tornaria um texto avançado padrão. O próprio Brenner admitiu que provavelmente “minha influência mais significativa foi como autor de Noções Básicas... ”.

## Ideias
Brenner tem sido notável por sua prontidão para desafiar os dogmas psicanalíticos, - algo talvez mais aparente com sua revisão tardia da teoria estrutural de Freud, culminando em seu artigo "Conflito, Formação de Compromisso e Teoria Estrutural" (2002), que ele mesmo considerou “a contribuição mais útil e valiosa que pude dar ao campo da psicanálise”.
Seu desenvolvimento tardio da teoria do conflito remonta ao conceito inicial de Freud de 'formação de compromisso', bem como se baseia na ideia de Arlow de 'função de fantasia' em uma mistura de conservadorismo e inovação. Indiscutivelmente, o resultado foi produzir a principal teoria analítica para o treinamento psicanalítico americano do século XXI.